# The Flying Dutchman (Pirates of the Caribbean)

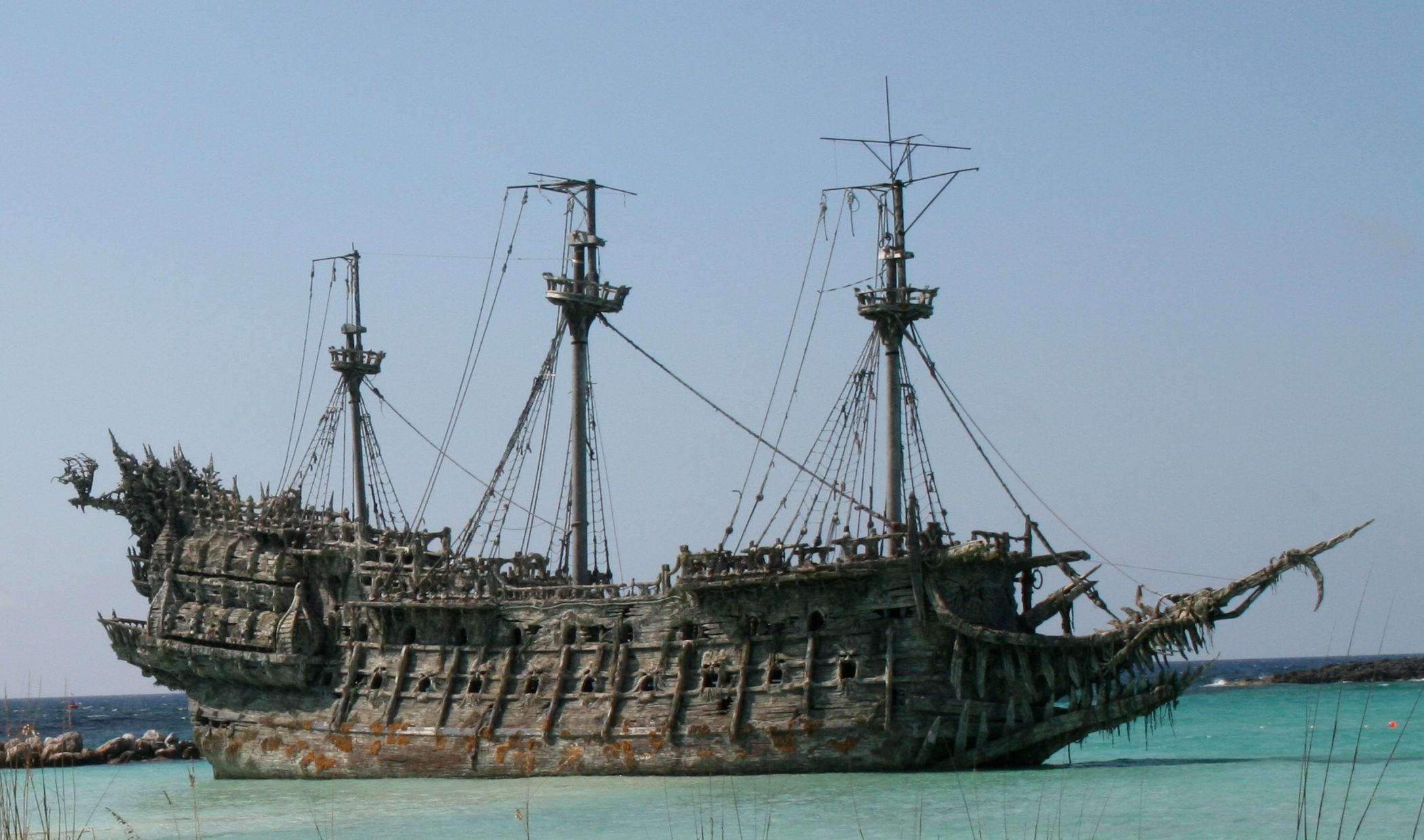
Model van de Flying Dutchman die gebruikt werd in de films

De Flying Dutchman is een fictief schip uit de films Pirates of the Caribbean: Dead Man's Chest en Pirates of the Caribbean: At World's End en is gebaseerd op het spookschip De Vliegende Hollander uit zeemanslegendes.
In de film is het schip van het personage Davy Jones, gespeeld door Bill Nighy. Davy Jones ontving het schip van Calypso. Echter verried zij hem en dus liet Jones haar opsluiten in het lichaam van Tia Dalma. Vroeger had het schip een gewoon uiterlijk,maar toen Jones veranderde in een zeefantoom, veranderde het schip met hem mee. De Flying Dutchman kan onder water varen en tegen de wind in zeilen. Ondanks zijn snelheid kan het echter niet alle schepen bijhouden. Zo wist onder andere de Black Pearl de Flying Dutchman voor te blijven.

## Geschiedenis

### Pirates of the Caribbean: Dead Man's Chest
Uit deze film blijkt dat Jack Sparrow in het krijt staat bij Davy Jones, en hem honderd jaar zou moeten dienen aan boord van de Dutchman. Will Turner wordt gevangen door Jones en ontmoet aan boord van het schip zijn vader Bill Turner, die lid van Jones’ bemanning blijkt te zijn. Jones vertelt Jack dat hij Will niet accepteert als vervanging voor Jack. Als Jack onder zijn 100 jaar dienst uit wil komen, moet hij Davy Jones 100 andere zielen brengen of de Kraken bevechten.
Aan boord van de Dutchman helpt Bill Will om de sleutel van de Dead Man’s Chest te vinden, waarin het hart van Davy Jones zit verborgen. Will weet te ontsnappen en wordt opgepikt door een ander schip (de Edinburgh Trader), maar Jones roept de Kraken op om dit schip te vernietigen. Will overleeft de aanval en gaat als verstekeling mee met de Dutchman naar Isla Cruces, het eiland waar de kist ligt. Jones weet de kist te bemachtigen (niet wetende dat James Norrington het hart eruit heeft gestolen) en zet de achtervolging in op de Black Pearl. Jones roept de Kraken op, die de Pearl samen met Jack laat zinken. Ondertussen geeft Norrington het hart aan Cutler Beckett, die nu de macht heeft over Davy Jones.

### Pirates of the Caribbean: At World's End
Davy Jones en The Flying Dutchman keren terug in Pirates of the Caribbean: At World's End, onder het bevel van Lord Beckett.
Men leert in het definitieve hoofdstuk dat het doel van The Flying Dutchman een veerboot is om de zielen van hen die op zee zijn gestorven over te brengen. De kapitein werd gekozen door Calypso, godin van de zee. Hij kan één dag per 10 jaar aan wal doorbrengen. Calypso was ook de geliefde van Jones en op de dag dat hij aan land kon gaan was zij er niet. Hij voelde zich verraden; daarom riep hij de negen Pirate Lords van de Brethren Court bijeen en vertelde hen hoe ze Calypso in menselijke vorm konden binden. Daarna verwaarloosde Jones zijn plicht zielen over te brengen en transformeerde in een monster.
Men leert ook dat hij die het hart van de huidige kapitein neersteekt zijn eigen hart als vervanging op moet geven en de nieuwe kapitein wordt. Dit wordt geopenbaard door de ziel van Weatherby Swann, de gouverneur. Hij was geëxecuteerd door Lord Beckett omdat hij dit wist. Hij geeft deze informatie aan Kapitein Barbossa, Kapitein Jack Sparrow, Elizabeth, Will en de bemanning van The Black Pearl. Will Turner weet dan dat de enige manier om zijn vader te redden het hart van Davy Jones neer te steken is, maar na het leren van het lot dat op degene wacht die Jones doodt, aarzelt hij om de taak zelf uit te voeren. Jack Sparrow weet dit ook, en is gemotiveerd in het doden van Jones zodat hij de volgende Kapitein kan worden, omdat hij ook onsterfelijk wil worden. Bootstrap 'Bill' Turner heeft een gesprek met Elizabeth terwijl zij op The Flying Dutchman gevangen is waarin hij zegt dat zijn zoon haar in plaats van hem moet kiezen en dat zij Will moet vertellen dat hij zijn vader niet moet redden.
Als Elizabeth en haar crew worden gevangengenomen door Davy Jones, heeft James Norrington de leiding. Hij biedt aan dat Elizabeth bij hem komt, maar ze blijft liever bij de bemanning (die ze overigens van Sao Feng kreeg nadat die stierf). Als ze daar zitten, komt Norrington langs, en laat ze vrij. Ze verwijt hem nog steeds dat hij met de dood van haar vader (Weatherby Swann) had te maken, wat niet het geval was. Ze vraagt aan Norrington om mee te gaan, waarop hij ja zegt, maar liegt hij omdat hij weet dat hij het niet kan waarmaken. Als hij achterblijft komt Bootstrap (Bill Turner), die alarm slaat. Elizabeth probeert James nog te redden, maar James schiet het touw (waarmee ze ontsnapten) door, waardoor ze konden vluchten. Voor James is het te laat. Bootstrap doodt hem, waarna Jones aankomt, en vraagt of hij de dood vreest. Daarbij steekt James Norrington zijn zwaard (die hij in de 1e film kreeg) in de borst van Davy Jones, en is hij verloren.
Bij de climax van de film leidt The Flying Dutchman onder het bevel van Cutler Beckett de Britse Oost-Indische Compagnie tegen de krachten van het Brethren Court. The Flying Dutchman gaat te werk om de Black Pearl in een maalstroom te bevechten die door Calypso wordt gecreëerd. De schepen vuren hun kanonnen en hun bemanningen slingeren overdwars om in een zwaardgevecht te komen. Jack en Davy Jones vechten over The Dead Man's Chest op een mast van The Flying Dutchman. Jack krijgt definitief het hart van Jones en dreigt om het neer te steken, maar Davy Jones brengt meteen een dodelijke verwonding toe aan Will. Jack Sparrow weet dat er maar een manier is om Will te redden: Will moet het hart neersteken. Dit gebeurt nog op tijd, en Will wordt de nieuwe Kapitein van The Flying Dutchman. Hij doet dit terwijl Jones met Bootstrap vecht. De bemanning van The Flying Dutchman verwijdert het hart van Will en plaatsen het in The Deadman's Chest.
Jack en Elizabeth ontsnappen van The Flying Dutchman terwijl het wordt opgeslokt door de maalstroom met Will en de rest van Jones zijn bemanning, maar het schip duikt kort daarna weer op met Will bij het roer. De verandering van kapitein resulteert dat de bemanning hun normale gedaante weer aannemen als menselijke vormen en het schip transformeert weer terug naar zijn originele vorm. Deze veranderingen zouden vermoedelijk duren zolang de kapitein aan zijn opdracht overleden mensen op zee overbrengen naar de andere kant volhoudt. The Flying Dutchman helpt The Black Pearl bij het vernietigen van het vlaggenschip van de Beckett's armada.
Will is bij zijn plicht niet toegestaan om een voet op land te plaatsen tot de tien jaar voorbij zijn, maar eerst wordt hij toegestaan één dag op land om te zijn met Elizabeth, waar zij hun huwelijk voltooien. Will geeft The Dead Man's Chest (met zijn hart erin) aan Elizabeth voor bewaking, en zegt tegen haar dat het altijd aan haar toebehoord heeft.
Tijdens de film vermeldt Gibbs dat een groene flits zeer zelden in de hemel bij schemer of dageraad kan worden gezien. Volgens piraatgezegdes betekent dit dat een ziel van dood naar het leven is teruggekeerd. Het wordt voorgesteld door scriptwriters dat het groene licht van de flitsen in de horizon wanneer The Flying Dutchman weer verschijnt een zeker teken van "een ziel die voorgoed terugkeerd naar de Aarde", maar er was ook een identieke groene flits van licht wanneer The Flying Dutchman verdween met zijn taak zielen aan de volgende wereld te beginnen. Het kon eenvoudig zijn dat The Flying Dutchman het effect teweegbrengt wanneer het tussen de dodelijke wereld en het verdere leven eens om de tien jaar verschuift.

## Pirates of the Caribbean: Dead Men Tell No Tales
The Flying Dutchman maakt ook een kleine verschijning in Pirates of the Caribbean: Dead Men Tell No Tales. 
Helemaal aan het begin van de film komt Henry Turner zijn vader Will Turner (die sinds At World's End aan de Dutchman is gebonden) opzoeken, maar Will vertelt zijn zoon dat hij vastzit aan het schip. 
Aan het einde van de film komt de Dutchman weer terug, maar dit keer niet als een vervloekt schip. De groene zeilen zijn weer wit zoals vroeger en Will Turner kan weer aan land komen en zich herenigen met Henry en Elisabeth.

## Leven aan boord
De Dutchman is meer gemaakt van organische plantmaterialen dan van hout en zeilen, met een hoop organismen aan boord. Dit is waarschijnlijk een reflectie van het feit dat het schip verbonden is met de zee.
Iemand die aan boord van de Dutchman verblijft verliest langzaam zijn menselijkheid en wordt een zeewezen. Bij Bill Turner is deze verandering nog niet zo ver doorgevoerd omdat hij een van de meest recente bemanningsleden is. Daarentegen is een van de andere crewleden, Wyvern, al zo getransformeerd dat hij letterlijk deel van het schip is geworden. De bemanning bestaat onder andere ook uit Angler, met het hoofd van een zeeduivel. Koleniko, wiens wang met een zee-egel vergroeid is, Palifico is degene die volledig uit koraal en zeeplanten bestaat. Maccus heeft het hoofd van een hamerhaai. En Clanker heeft lang zeewier als haar en hoed. De oorzaak van deze transformaties ligt bij Davy Jones zelf. Omdat hij zijn werk negeerde als begeleider van de zielen die op zee gestorven zijn werd hij vervloekt met zijn monsterachtig uiterlijk. Het is niet bekend of hij toen al een bemanning had en deze mee werden gestraft of dat hij zijn bemanning later heeft opgesteld. Nadat Will Turner in de derde film de nieuwe kapitein van de Dutchman wordt, wordt de vloek verbroken en krijgen alle bemanningsleden hun menselijke gedaante terug.
De Dutchman kan onder water varen, en verblijft dan ook het meest onder de zeespiegel. Er wordt aangenomen dat Davy Jones al eeuwen de kapitein is van de Dutchman. De crew gaat maar af en toe aan land, en Davy Jones kan zelf slechts eenmaal per 10 jaar aan land gaan.

## Bewapening
The Flying Dutchman heeft één geschutsdek met kanonnen aan stuur- en bakboord en enkele stukken en mortieren op het dek. De geschutpoorten hebben de vorm van demonische gezichten. Het schip heeft ook twee speciale boegkanonnen, bestaande uit 3 lopen per kanon. Deze kanonnen kunnen om hun lengteas draaien waardoor er een hogere vuursnelheid gecreëerd kan worden vergeleken met de enkelloops kanonnen.
The Flying Dutchman beschikt ook over de Krakenhamer, een speciale kaapstander waarmee een pal in het midden omhoog wordt gedraaid. Wanneer deze met kracht naar beneden valt geeft deze een dreun in het water, waarmee de Kraken wordt opgeroepen. De Kraken kan ook worden opgeroepen door de Zwarte Vlek, een merkteken van gedoemde piraten. De overlevenden van een Krakenaanval krijgen vaak de keuze Jones te dienen of te sterven. The Flying Dutchman lijkt het enige schip te zijn dat immuun is voor de woede van de Kraken.